# Strzelectwo na Letnich Igrzyskach Olimpijskich 1920 – karabin małokalibrowy stojąc, 50 m
Strzelanie z karabinu małokalibrowego stojąc z 50 m, było jedną z konkurencji strzeleckich na Letnich Igrzyskach Olimpijskich 1920. Zawody odbyły się w dniu 2 sierpnia. W zawodach uczestniczyło 50 zawodników z 10 państw.

## Wyniki
Każdy zawodnik oddał po 40 strzałów. Maksymalna liczba punktów do zdobycia wynosiła 400. Wyniki konkurencji są znane tylko dla czterech najlepszych ekip. Na podstawie wyników indywidualnych ustalono wyniki w konkurencji drużynowej.
| Miejsce | Ekipa                 | Wynik |
| ------- | --------------------- | ----- |
| 1       | Lawrence Nuesslein    | 391   |
| 2       | Arthur Rothrock       | 386   |
| 3       | Dennis Fenton         | 385   |
| –       | Sigvard Hultcrantz    | 382   |
| –       | Erik Ohlsson          | 381   |
| –       | Anton Olsen           | 379   |
| –       | Lars Jørgen Madsen    | 378   |
| –       | Erik Sætter-Lassen    | 378   |
| –       | Albert Helgerud       | 375   |
| –       | Leon Lagerlöf         | 375   |
| –       | Anders Peter Nielsen  | 374   |
| –       | Otto Wegener          | 373   |
| –       | Sigvart Johansen      | 373   |
| –       | Olaf Sletten          | 371   |
| –       | Willis A. Lee         | 370   |
| –       | Oscar Eriksson        | 370   |
| –       | Østen Østensen        | 368   |
| –       | Ollie Schriver        | 367   |
| –       | Ragnar Stare          | 365   |
| –       | Christen Møller       | 359   |
| –       | Léon Johnson          | b.d.  |
| –       | Achille Paroche       | b.d.  |
| –       | Émile Rumeau          | b.d.  |
| –       | André Parmentier      | b.d.  |
| –       | Georges Roes          | b.d.  |
| –       | Paul Van Asbroeck     | b.d.  |
| –       | Norbert Van Molle     | b.d.  |
| –       | Philippe Cammaerts    | b.d.  |
| –       | Victor Robert         | b.d.  |
| –       | Louis Andrieux        | b.d.  |
| –       | Alfredo Galli         | b.d.  |
| –       | Raffaele Frasca       | b.d.  |
| –       | Pier-Francesco Campus | b.d.  |
| –       | Franco Micheli        | b.d.  |
| –       | Riccardo Ticchi       | b.d.  |
| –       | George Lisham         | b.d.  |
| –       | Freddie Morgan        | b.d.  |
| –       | George Harvey         | b.d.  |
| –       | Robert Bodley         | b.d.  |
| –       | Mark Paxton           | b.d.  |
| –       | José Benito López     | b.d.  |
| –       | Antonio Bonilla       | b.d.  |
| –       | Domingo Rodríguez     | b.d.  |
| –       | Luis Calvet           | b.d.  |
| –       | Antonio Moreira       | b.d.  |
| –       | Andreas Wichos        | b.d.  |
| –       | Joanis Teofilakis     | b.d.  |
| –       | Konstandinos Kefalas  | b.d.  |
| –       | Wasilios Ksylinakis   | b.d.  |
| –       | Emmanuel Peristerakis | b.d.  |